# Rick Riordan Presents
Rick Riordan Presents é uma selo editorial da Disney-Hyperion (Disney Publishing Worldwide) lançada em 2018 e liderada por Stephanie Owens Lurie. A linha publica livros que utilizam a mitologia de várias culturas e países em sua narrativa, semelhante a Percy Jackson & the Olympians, de Rick Riordan. O primeiro livro publicado sob a marca, Aru Shah and the End of Time, foi lançado em 23 de março de 2018.

## História
O autor americano Rick Riordan foi abordado pela Disney sobre a criação de uma marca, mas inicialmente não conseguiu se concentrar no pedido. Mais tarde, ele respondeu à Disney afirmando que queria lançar um selo que "encontrasse, nutrisse e promovesse os melhores contadores de histórias para leitores infanto-juvenis" e "focasse em ficção diversificada baseada em mitologia de autores novos, emergentes e sub-representados". Os livros lançados através do selo seriam editados por Riordan e teriam uma breve introdução escrita por ele. Antes do anúncio do selo em setembro de 2016, Riordan era frequentemente abordado por leitores e fãs de sua série baseada em mitologia, perguntando quando ele escreveria romances baseados em outras mitologias.
A editora de Riordan, Stephanie Owens Lurie, observou que ele não teve tempo suficiente para escrever romances sobre todas as mitologias e que "ele sente que, em alguns casos, os livros que seus leitores estão pedindo para ele escrever são realmente a história de outra pessoa para contar". Desde então, a editora lança aproximadamente quatro livros por ano. Os romances e a impressão receberam elogios por sua representação diversificada.

## Lista de livros
| Série                  | Título                                         | Autor             | Mitologia                          | Data de lançamento     | Referências   |
| ---------------------- | ---------------------------------------------- | ----------------- | ---------------------------------- | ---------------------- | ------------- |
| Pandava Quintet        | Aru Shah and the End of Time]]                 | Roshani Chokshi   | Hindu                              | 23 de março de 2018    | [ 6 ]         |
| Pandava Quintet        | Aru Shah and the Song of Death                 | Roshani Chokshi   | Hindu                              | 16 de abril de 2019    | [ 7 ]         |
| Pandava Quintet        | Aru Shah and the Tree of Wishes                | Roshani Chokshi   | Hindu                              | 7 de abril de 2020     | [ 8 ]         |
| Pandava Quintet        | Aru Shah and the City of Gold                  | Roshani Chokshi   | Hindu                              | 6 de abril de 2021     | [ 9 ]         |
| Pandava Quintet        | Aru Shah and the Nectar of Immortality         | Roshani Chokshi   | Hindu                              | 5 de abril de 2022     | [ 10 ]        |
| Storm Runner           | The Storm Runner                               | J. C. Cervantes   | Maia                               | 18 de setembro de 2018 | [ 11 ]        |
| Storm Runner           | The Fire Keeper                                | J. C. Cervantes   | Maia                               | 3 de setembro de 2019  | [ 12 ]        |
| Storm Runner           | The Shadow Crosser                             | J. C. Cervantes   | Maia                               | 1 de setembro de 2020  | [ 13 ]        |
| Shadow Bruja           | The Lords of Night                             | J. C. Cervantes   | Asteca                             | 4 de outubro de 2022   | [ 14 ]        |
| Shadow Bruja           | Sequência sem título                           | J. C. Cervantes   | Asteca                             | 2023                   |               |
| Thousand Worlds        | Dragon Pearl                                   | Yoon Ha Lee       | Coreana                            | 15 de janeiro de 2019  | [ 15 ]        |
| Thousand Worlds        | Tiger Honor                                    | Yoon Ha Lee       | Coreana                            | 4 de janeiro de 2022   | [ 16 ]        |
| Thousand Worlds        | Sequência sem título                           | Yoon Ha Lee       | Coreana                            | TBA                    | [ 17 ]        |
| Sal & Gabi             | Sal & Gabi Break the Universe                  | Carlos Hernandez  | Cubana                             | 5 de março de 2019     | [ 18 ]        |
| Sal & Gabi             | Sal & Gabi Fix the Universe                    | Carlos Hernandez  | Cubana                             | 5 de maio de 2020      | [ 19 ]        |
| Tristan Strong         | Tristan Strong Punches a Hole in the Sky       | Kwame Mbalia      | Afro-americana e do oeste africano | 15 de outubro de 2019  | [ 20 ]        |
| Tristan Strong         | Tristan Strong Destroys the World              | Kwame Mbalia      | Afro-americana e do oeste africano | 6 de outubro de 2020   | [ 21 ]        |
| Tristan Strong         | Tristan Strong Keeps Punching                  | Kwame Mbalia      | Afro-americana e do oeste africano | 5 de outubro de 2021   | [ 22 ]        |
| Paola Santiago         | Paola Santiago and the River of Tears          | Tehlor Kay Mejia  | Mexicana                           | 4 de agosto de 2020    | [ 23 ]        |
| Paola Santiago         | Paola Santiago and the Forest of Nightmares    | Tehlor Kay Mejia  | Mexicana                           | 3 de agosto de 2021    | [ 24 ]        |
| Paola Santiago         | Paola Santiago and the Sanctuary of Shadows    | Tehlor Kay Mejia  | Mexicana                           | 2 de agosto de 2022    | [ 25 ]        |
| City of the Plague God | City of the Plague God                         | Sarwat Chadda     | Mesopotâmica                       | 5 de janeiro de 2021   | [ 26 ]        |
| City of the Plague God | Fury of the Dragon Goddess                     | Sarwat Chadda     | Mesopotâmica                       | Meados de 2023         | [ 27 ]        |
| The Gifted Clans       | The Last Fallen Star                           | Graci Kim         | Coreana                            | 4 de maio de 2021      | [ 28 ]        |
| The Gifted Clans       | The Last Fallen Moon                           | Graci Kim         | Coreana                            | 7 de junho de 2022     | [ 29 ]        |
| The Gifted Clans       | The Last Fallen Realm                          | Graci Kim         | Coreana                            | Meados de 2023         | [ 30 ]        |
| Pahua Moua             | Pahua and the Soul Stealer                     | Lori M. Le        | Hmong                              | 7 de setembro de 2021  | [ 31 ]        |
| Pahua Moua             | Pahua and the Dragon's Secret                  | Lori M. Le        | Hmong                              | Final de 2023          | [ 17 ]        |
| Pahua Moua             | Sequência sem título                           | Lori M. Le        | Hmong                              | TBA                    | [ 17 ]        |
| Outlaw Saints          | Ballad & Dagger                                | Daniel José Older | Santería                           | 3 de maio de 2022      | [ 32 ]        |
| Outlaw Saints          | Last Canto of the Dead                         | Daniel José Older | Santería                           | 2023                   |               |
| Serwa Boateng          | Serwa Boateng's Guide to Vampire Hunting       | Roseanne A. Brown | Ganesa                             | 6 de setembro de 2022  | [ 33 ]        |
| Serwa Boateng          | Serwa Boateng's Guide to Witchcraft and Mayhem | Roseanne A. Brown | Ganesa                             | 2023                   |               |
| Moko Magic             | Moko Magic                                     | Tracey Baptiste   | Caribenha                          | 2023                   | [ 34 ]        |
| Moko Magic             | Sequência sem título                           | Tracey Baptiste   | Caribenha                          | 2024                   | [ 34 ]        |
| Winston Chu            | Winston Chu vs. the Whimsies                   | Stacey Lee        | Chinesa                            | 7 de fevereiro de 2023 | [ 35 ]        |
| Winston Chu            | Sequência sem título                           | Stacey Lee        | Chinesa                            | TBA                    |               |
| A Drop Of Venom        | A Drop Of Venom                                | Sajni Patel       | Grega e indiana                    | Meados de 2024         | [ 36 ]        |
| A Drop Of Venom        | Sequência sem título                           | Sajni Patel       | Grega e indiana                    | TBA                    | [ 36 ]        |
| Romances independentes | Race to the Sun                                | Rebecca Roanhorse | Navajo                             | 14 de janeiro de 2020  | [ 37 ]        |
| Romances independentes | The Spirit Glass                               | Roshani Chokshi   | Filipina                           | Meados de 2023         | [ 38 ] [ 39 ] |
| Antologias             | The Cursed Carnival and Other Calamities       | Vários            | Várias                             | 28 de setembro de 2021 | [ 40 ]        |